# Colle (Monteleone d'Orvieto)
Colle è una frazione del comune di Monteleone d'Orvieto, in provincia di Terni.
Provenendo da Santa Maria, la frazione più a sud del comune di Monteleone d'Orvieto, e risalendo la SS 71 Umbro Casentinese (SR 71), si incontra la piccola frazione di Colle, suddivisa in due abitati distinti:  Colle Alto e Colle Basso.
Non si hanno dati sulla base del censimento Istat 2001  Archiviato il 4 marzo 2016 in Internet Archive., in quanto la popolazione della frazione viene calcolata insieme a quella di San Lorenzo e Santa Maria.
Mentre Colle Basso è attraversato dalla SR 71, a Colle Alto si accede attraverso alcune strade comunali.
La probabile origine del nome deriva dalla posizione del centro abitato più antico, Colle Alto, posto su una collinetta.

## Storia
La storia della frazione è legata strettamente alle due chiese private che sono presenti nei due agglomerati che la costituiscono.

### Colle Alto
Colle Alto è il più antico abitato, vi si trova una piccola chiesa dedicata a san Cristoforo; la sua facciata, molto suggestiva, è in materiale laterizio. Venne costruita dalla famiglia Cecchetti accanto alla loro casa: ancora oggi la chiesa è di proprietà privata.
Da un'antica memoria del priore Berardi risulta che in data 4 luglio 1758, fu benedetta e consacrata, con un decreto del vescovo Angelo Vernizza.
Venne posta sotto la giurisdizione del priore parroco pro tempore della Collegiata con l'obbligo per i Patroni di provvedere alla manutenzione dell'edificio e alla suppellettile sacra per la celebrazione delle messe.
Fu eretta in oratorio pubblico con diritto di patronato e l'obbligo di tre Messe nella festa del santo titolare.
Nella memoria ricordata si dice che:
(Antica memoria del priore Berardi, 1758)
Alla cura e all'assistenza spirituale della popolazione provvedeva un canonico della Collegiata.
Nel campanile vi sono due campane: una piccola, dedicata all'Addolorata, e una più grande, dedicata al patrono san Cristoforo. L'anno di fusione di quest'ultima è il 1706: quindi, pur essendo stata consacrata, benedetta ed eretta in oratorio pubblico nel 1758, la chiesa venne costruita almeno 50 anni prima.
Gli abitanti erano soliti celebrare la festa del santo nel mese di maggio.

### Colle Basso
L'agglomerato di Colle Basso si è formato in epoca più recente rispetto a quello di Colle Alto.
Anche in tale frazione esiste una chiesa privata: è dedicata alla Madonna del Soccorso e si trova nel palazzo della famiglia Cecchini.
Di essa si hanno poche notizie, perché classificata oratorio privato e, quindi, esente dalla giurisdizione ecclesiastica e dalle visite pastorali.
Per l'erezione di un oratorio privato era sufficiente l'autorizzazione del vescovo ad esercitarvi funzioni religiose, previa apposizione della pietra sacra nell'altare per la celebrazione delle messe.
Pur essendo stata costruita a fine '700, solo dal XX secolo assolve anche la funzione di oratorio semipubblico, da quando iniziò a costituirsi il primo nucleo di Colle Basso.
Nel piccolo campanile vi sono alcune campane, di cui due dedicate al Crocefisso e una alla Madonna del Soccorso, fuse nel 1817 da Pietro Sini di Acquapendente.

## Monumenti e luoghi d'arte
- Chiesa di San Cristoforo a Colle Alto
- Chiesa della Madonna del Soccorso a Colle Basso

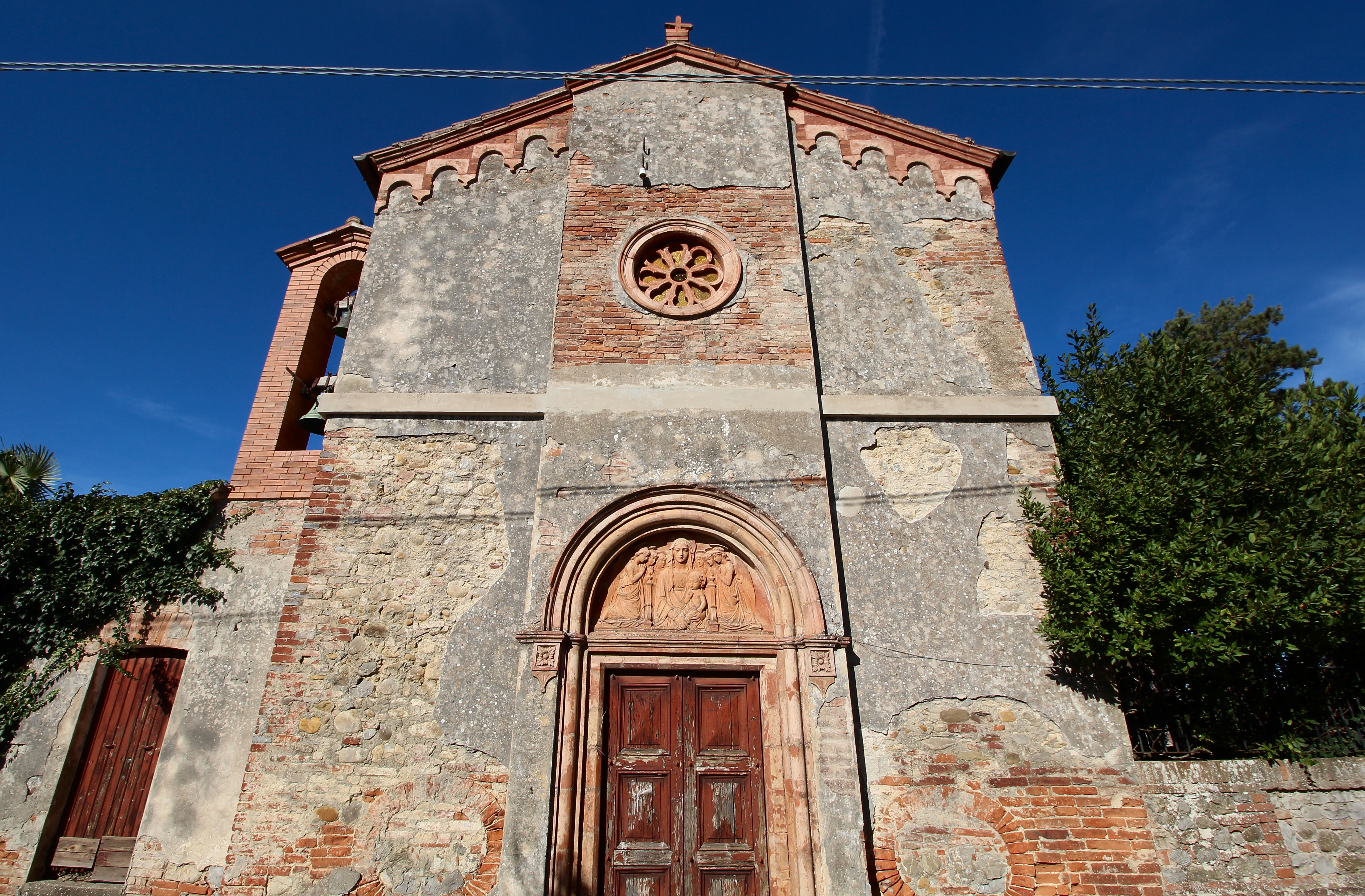
La chiesa di San Cristoforo a Colle Alto
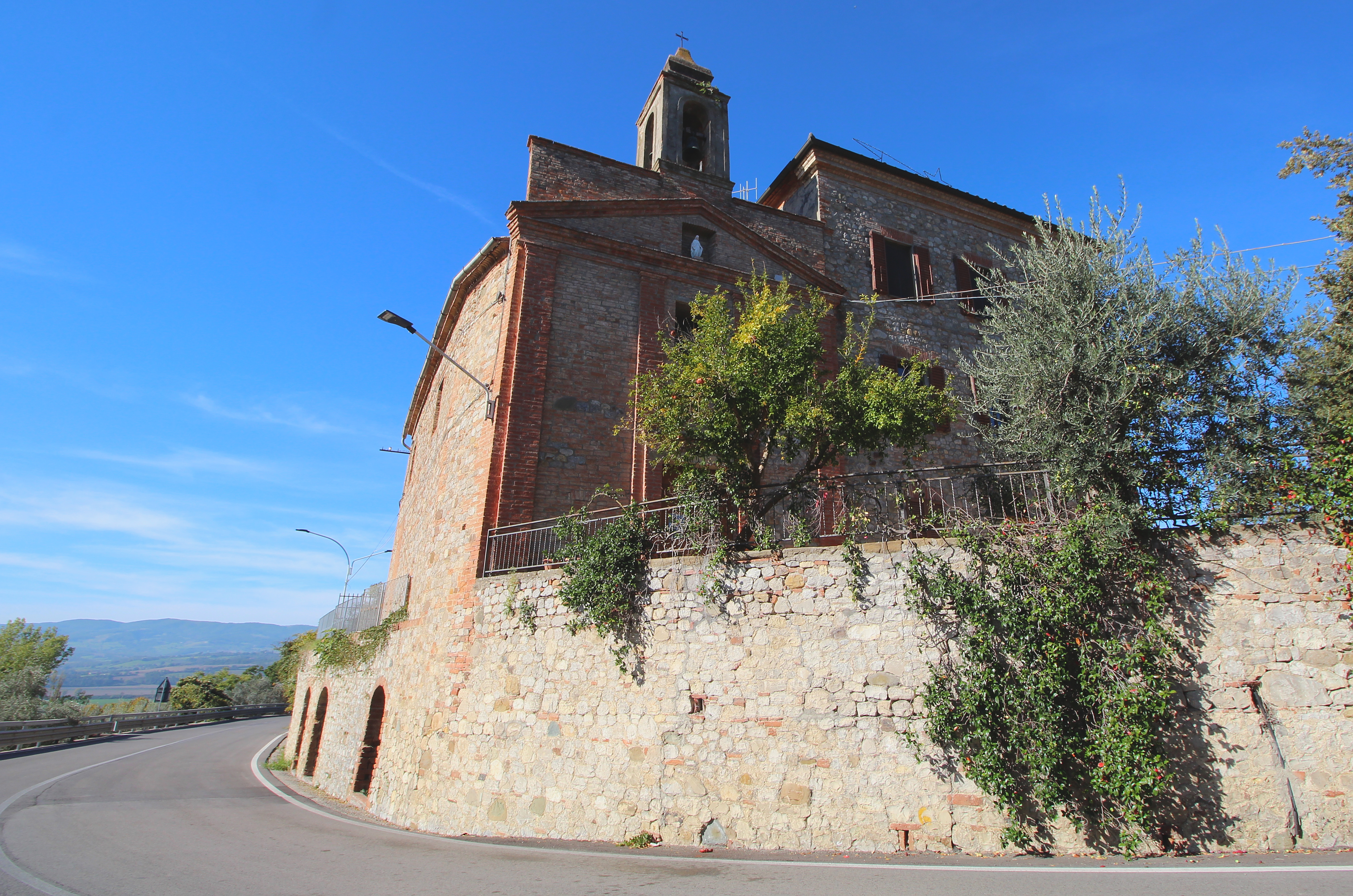
La chiesa della Madonna del Soccorso a Colle Basso
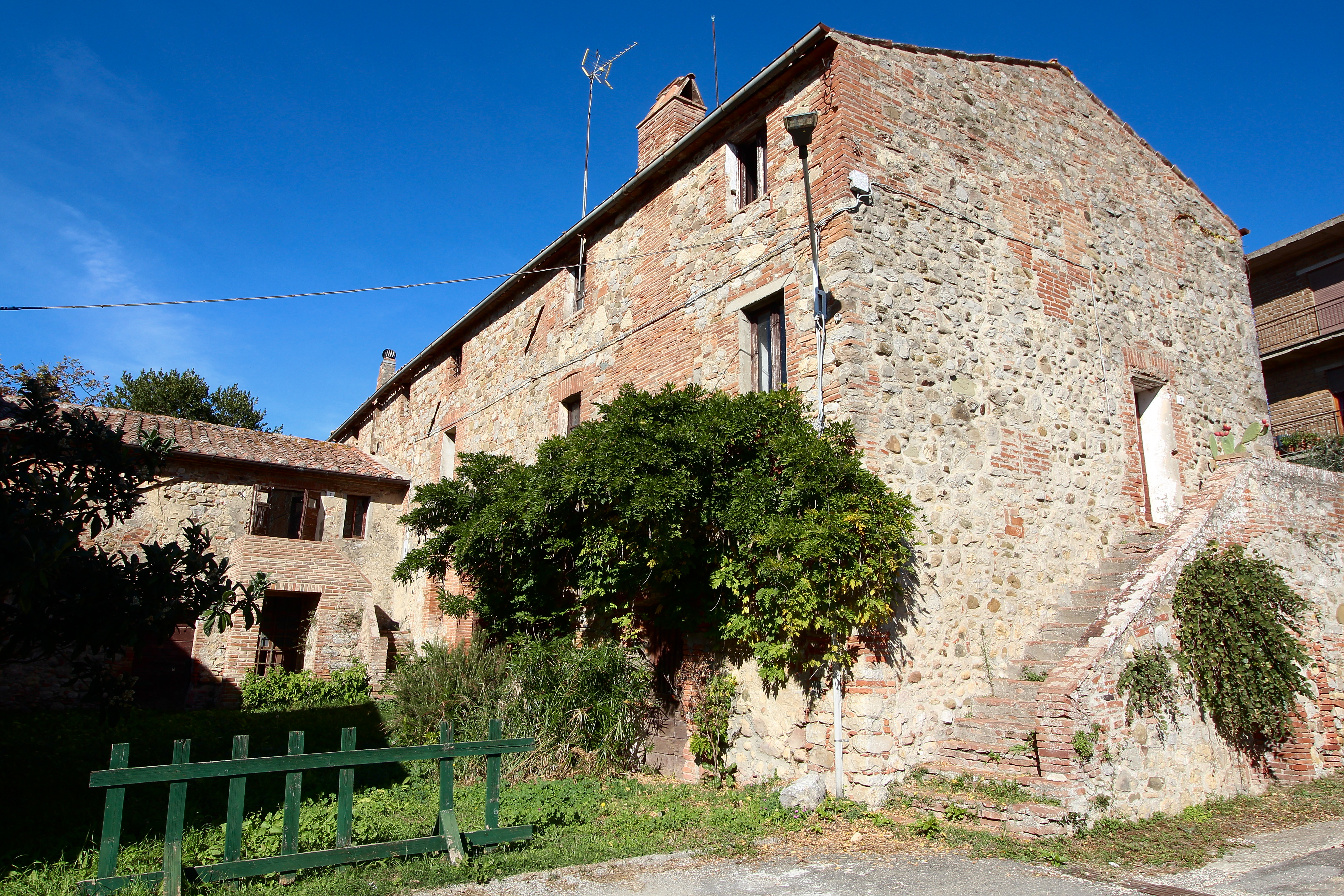
Colle Alto
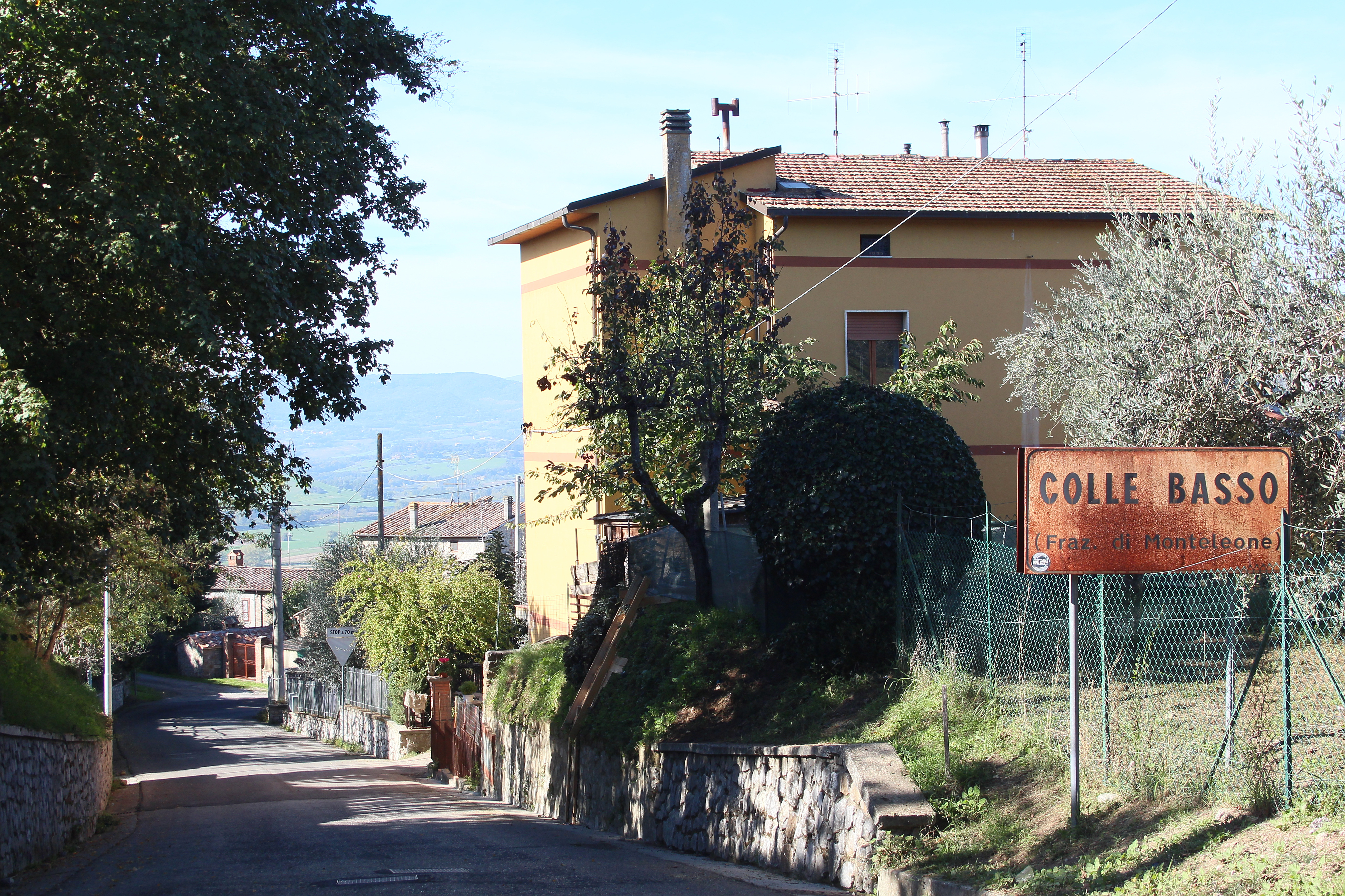
Colle Basso